# Alluroteuthis antarcticus
Alluroteuthis antarcticus е вид главоного от семейство Neoteuthidae, единствен представител на род Alluroteuthis.

## Разпространение
Разпространен е в Антарктида и Южна Джорджия и Южни Сандвичеви острови.